# Joaquín Suárez (Stadt)
Joaquín Suárez ist eine Stadt in Uruguay.

## Geographie
Sie befindet sich im Südwesten des Departamento Canelones in dessen Sektor 16. Joaquín Suárez liegt dabei zwischen den jeweils nur wenige Kilometer oder auch nur einige hundert Meter entfernten Städten Pando im Osten, Fraccionamiento Sobre Ruta 74 im Norden, Fraccionamiento Camino Maldonado sowie Barros Blancos im Süden und Toledo im Westen. Die Ortschaft umfasste Anfang des 20. Jahrhunderts eine Gesamtfläche von zehn Hektar.

## Geschichte
Während Orestes Araújo berichtet, der Ort sei 1880 von Francisco Piria an der Eisenbahnlinie der Ferrocarril Uruguayo del Este gegründet worden, weist das INE andere Informationen zur Gründung aus. Danach datiert die Gründung der Ortschaft offiziell auf den 15. Oktober 1882. Auch wird seitens der INE auf ein Dekret vom 21. Juli 1866 verwiesen. Letzteres Dekret erwähnt Araújo jedoch in Zusammenhang mit einer weiteren gleichnamigen Stadt, die am Río Santa Lucía ebenfalls in Canelones nahe Los Cerillos gegründet worden sei. Bereits Anfang des 20. Jahrhunderts gab es im Ort eine öffentliche Schule und eine von Piria gestiftete Kapelle. Am 2. Oktober 1929 wurde Joaquín Suárez durch die gesetzliche Regelung des Ley 8.482 als Pueblo eingestuft.

## Infrastruktur

### Bildung
Joaquín Suárez verfügt mit dem 1975 gegründeten Liceo de Joaquín Suárez über eine weiterführende Schule (Liceo).

### Verkehr
Durch die Stadt führt mittig in Nord-Süd-Richtung die Ruta 74, ebenso wie eine Eisenbahnstrecke in Ost-West-Verlauf.

## Einwohner
Die Einwohnerzahl von Joaquín Suárez beträgt 6.570 (Stand 2011).
| Jahr | Einwohner |
| ---- | --------- |
| 1908 | 1.425     |
| 1963 | 2.359     |
| 1975 | 3.458     |
| 1985 | 4.175     |
| 1996 | 5.173     |
| 2004 | 6.124     |
| 2011 | 6.570     |

Quelle: Instituto Nacional de Estadística de Uruguay

## Stadtverwaltung
Bürgermeister (Alcalde) von Joaquín Suárez ist Leonardo D’Andrea (Frente Amplio).